# Rotundrela orbiculata
Rotundrela orbiculata là một loài nhện trong họ Zodariidae.
Loài này thuộc chi Rotundrela. Rotundrela orbiculata được Rudy Jocqué miêu tả năm 1999.